# (37651) 1994 GX
1994 جي أكس (ويعرف أيضًا باسم (37651) 1994 جي أكس وفق تسمية الكوكب الصغير) (بالإنجليزية: 1994 GX)‏ هو كويكب ضمن حزام الكويكبات؛ وترتيبه 37651 من حيث الاكتشاف.
اكتُشف هذا الجُرم الفلكي بواسطة Gordon J. Garradd ‏ في 3 أبريل 1994.

## وصلات خارجية
- (37651) 1994 GX في قاعدة بيانات مختبر الدفع النفاث لأجرام النظام الشمسي الصغيرة

- الاكتشاف · مخطط المدار ·  العناصر المدارية · المعلمات المادية

- (37651) 1994 GX على موقع ويكي سكاي: DSS2, SDSS, GALEX, IRAS, Hydrogen α, X-Ray, Astrophoto, Sky Map, Articles and images